# 말비나스섬 (칠레)

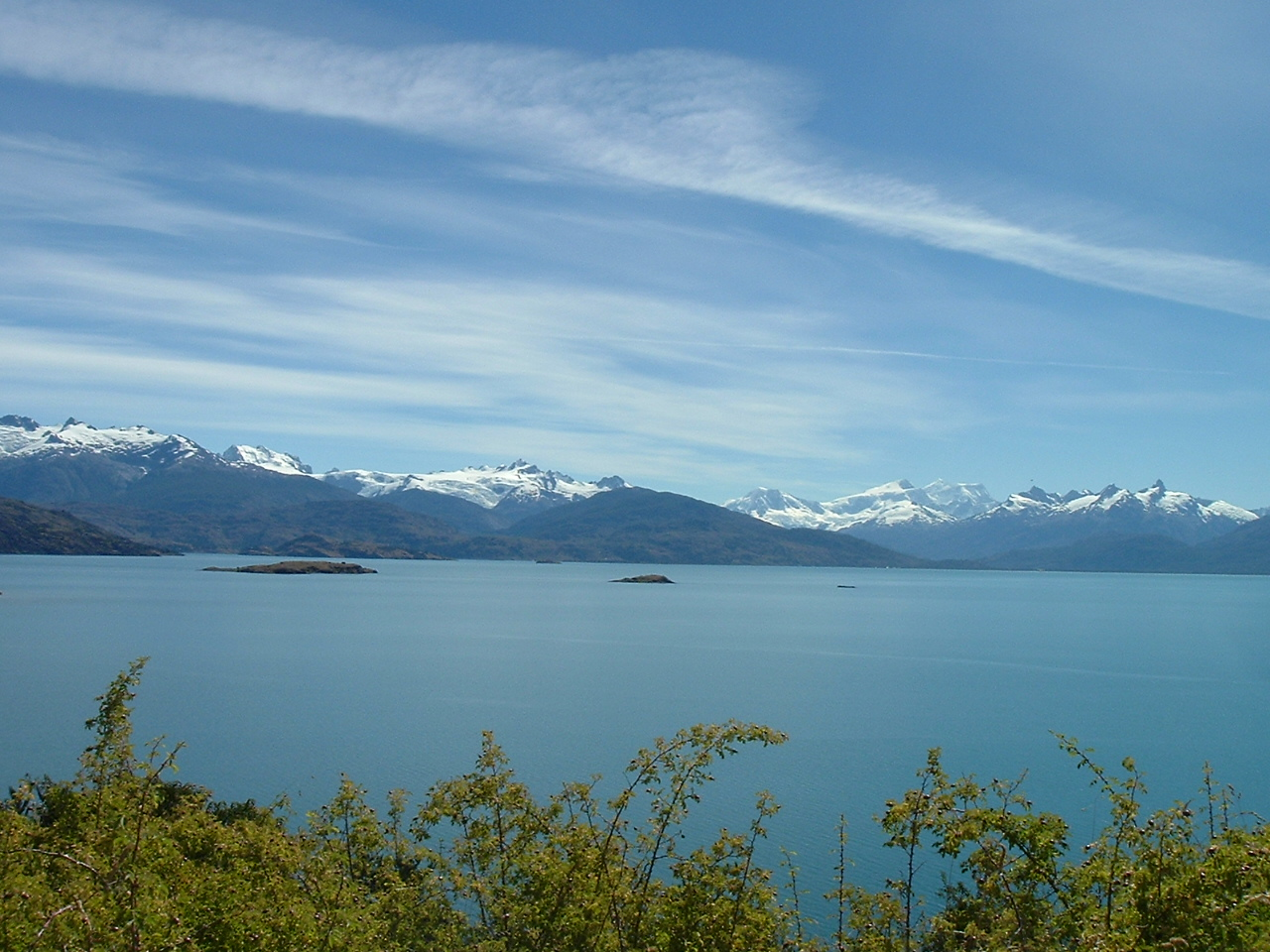
북파타고니아 빙원에서 바라본 호수 전경.

말비나스섬(스페인어: Islas Malvinas, Malvinas Islands)은 칠레 아이센델헤네랄카를로스이바녜스델캄포주의 푸에르토산체스의 남측에 위치하고 있는 섬이다. 그러나 이 지역은 빙원과 호수가 주위에 접해 있는 특색을 둔다.

## 같이 보기
- 칠레의 섬 목록
- 헤네랄카레라호